# La Louvière
La Louvière är en belgisk stad som ligger i Vallonien mellan Mons och Charleroi.
Fotbollsspelaren Eden Hazard kommer från denna stad.

## Kända personer
- Maurice Grevisse
- Enzo Scifo
- Eden Hazard

## Vänorter
- Eguisheim
- Foligno
- Kalisz
- Saint-Maur-des-Fossés